# 脱硫念珠菌属
脱硫念珠菌属为互营菌科的一个属。该属的模式种为蒂氏脱硫念珠菌（Desulfomonile tiedjei）。

## 下属物种
- 蒂氏脱硫念珠菌 Desulfomonile tiedjei De Weerd et al. 1991，本物种以James M. Tiedje 的名字命名，以表彰他及其实验室对微生物生态学领域所做的贡献。